# Marco Corollario
Marco Carellario, detto Marco di Matteo (Napoli, ... – Napoli, 1524 (?)), è stato un condottiero italiano, fu uno dei tredici cavalieri italiani che si opposero ai francesi nella disfida di Barletta.

## Biografia
Originario di Napoli, mentre secondo Scapoli nacque a Capua, morì nella stessa città probabilmente prima del 1524.
È nominato come:
- Marco Corollario da Mambrino Roseo
- Marco Corolario da Paolo Giovio
- Marco Corollaro
- Marco Corolaro
- Marco Corolla da Giovanni Battista Valentini detto Cantalicio
- Marco Corallario
- Marco Carellario da Francesco Guicciardini

Il cognome sembrerebbe derivare dalle molte corone o corolle guadagnate in giostre e tornei; è possibile, invece, che derivi dal corallo, perché l'attività di lavorazione o pesca del corallo, diffusa nel Golfo di Napoli, potrebbe essere il lavoro familiare.
Sembra non avesse un suo proprio stemma gentilizio e familiare e che, quindi, si sarebbe fregiato di quello del Popolo Napoletano: Troncato d'oro e di rosso. Caricò il 1º di tale troncato di una cipolla di rosso, radicata e fogliata di verde, sottolineando l'umiltà delle proprie origini.
Araldisti lessero nello stemma, al posto della cipolla, un cuore di rosso donde sorgono quattro ramoscelli verdi di sopra o un ceppo di corallo di rosso caricato di un cuore di rosso, come derivazione del suo cognome.
Tutti i cavalieri italiani della Disfida di Barletta, dopo la vittoria, furono insigniti, dal Gran Capitano del Regno di Napoli Gonzalo Fernández de Córdoba (detto Consalvo da Cordoba, della catenella d'oro di 13 maglie, senza medaglia, appesa ai 2 angoli di capo dello scudo accollato ad una spada sguainata, di ferro, bassa in sbarra.

Altra concessione araldica allo scudo dei cavalieri, come riferisce il Biagini, fu un inquartamento di 13 colonne d'oro ("colonne del valore italiano"), a ricordo del numero dei cavalieri italiani alla Disfida.
Durante la Disfida di Barletta Marco Corollario, insieme a Ludovico Abenavolo da Aversa, finì fuori del campo di combattimento, trasportato nell'impeto dell'inseguimento del proprio avversario.
Gli unici documenti certi giunti fino a noi, presso l'Archivio storico di Napoli, accertano esclusivamente la sua origine napoletana e che godette della cittadinanza napoletana, al pari della moglie. Non lasciò figli maschi ma solo una figlia, di nome Cassandra.